# Starrcade 1996
Starrcade '96 è stata un'edizione dell'annuale evento pay-per-view Starrcade prodotto dalla World Championship Wrestling. Lo show si tenne il 29 dicembre 1996 nel Nashville Municipal Auditorium di Nashville (Tennessee).
Il main event dello show fu l'incontro tra Hollywood Hogan e Roddy Piper. Piper aveva debuttato nella WCW qualche tempo prima per opporsi al dominio nWo, e sfidò Hogan per determinare chi fosse l'"icona" più grande del wrestling nella federazione. Altri match di rilievo furono Lex Luger contro The Giant, Diamond Dallas Page contro Eddie Guerrero per l'assegnazione del vacante WCW United States Heavyweight Championship, The Outsiders contro The Faces of Fear per il WCW World Tag Team Championship, ed Ultimo Dragon contro Dean Malenko in un match per l'unificazione dei titoli J-Crown Championship e WCW Cruiserweight Championship.

## Risultati
| # | Incontri | Stipulazioni                                                            | Durata |
| - | --- | ----------------------------------------------------------------------- | ------ |
| 1 | Ultimo Dragon (J-Crown) (con Sonny Onoo) ha sconfitto Dean Malenko (Cruiserweight)                                               | Title unification match per il J-Crown e WCW Cruiserweight Championship | 18:30  |
| 2 | Akira Hokuto (con Sonny Onoo e Kensuke Sasaki) ha sconfitto Madusa                                                               | Single match per il WCW Women's Championship                            | 07:06  |
| 3 | Jushin Thunder Liger ha sconfitto Rey Mysterio Jr.                                                                               | Single match                                                            | 14:16  |
| 4 | Jeff Jarrett ha sconfitto Chris Benoit (con Woman)                                                                               | No disqualification match                                               | 13:48  |
| 5 | The Outsiders (Kevin Nash e Scott Hall) (c) (con Syxx) hanno sconfitto The Faces of Fear (Meng e The Barbarian) (con Jimmy Hart) | Tag team match per il WCW World Tag Team Championship                   | 11:52  |
| 6 | Eddie Guerrero ha sconfitto Diamond Dallas Page                                                                                  | Single match per il vacante WCW United States Heavyweight Championship  | 15:20  |
| 7 | Lex Luger ha sconfitto The Giant                                                                                                 | Single match                                                            | 13:23  |
| 8 | Roddy Piper ha sconfitto Hollywood Hogan (con Ted DiBiase e Miss Elizabeth) per sottomissione                                    | Single match                                                            | 15:27  |

### Women's Championship Tournament
|  | Quarti di finale | Quarti di finale | Quarti di finale |              |  | Semifinali | Semifinali | Semifinali |  |  | Finale (PPV) | Finale (PPV) | Finale (PPV) |
|  |                  |                  |                  |              |  |            |            |            |  |  |              |              |              |
|  | 1                | Madusa           |                  |              |  |            |            |            |  |  |              |              |              |
|  | 8                | Reina Jubuki     |                  |              |  |            |            |            |  |  |              |              |              |
|  | 8                | Reina Jubuki     | Madusa           |              |  |            |            |            |  |  |              |              |              |
|  |                  |                  |                  |              |  |            |            |            |  |  |              |              |              |
|  |                  |                  | Zero             |              |  |            |            |            |  |  |              |              |              |
|  | 4                | Zero             |                  |              |  |            |            |            |  |  |              |              |              |
|  | 4                | Zero             |                  |              |  |            |            |            |  |  |              |              |              |
|  | 5                | Malia Hosaka     |                  |              |  |            |            |            |  |  |              |              |              |
|  |                  |                  |                  |              |  |            |            |            |  |  |              | Madusa       |              |
|  |                  |                  |                  | Akira Hokuto |  |            |            |            |  |  |              |              |              |
|  | 3                | Kaoru            |                  |              |  |            |            |            |  |  |              |              |              |
|  | 6                | Sonoko Kato      |                  |              |  |            |            |            |  |  |              |              |              |
|  | 6                | Sonoko Kato      | Kaoru            |              |  |            |            |            |  |  |              |              |              |
|  |                  |                  |                  |              |  |            |            |            |  |  |              |              |              |
|  |                  |                  | Akira Hokuto     |              |  |            |            |            |  |  |              |              |              |
|  | 2                | Akira Hokuto     |                  |              |  |            |            |            |  |  |              |              |              |
|  | 2                | Akira Hokuto     |                  |              |  |            |            |            |  |  |              |              |              |
|  | 7                | Meiko Satomura   |                  |              |  |            |            |            |  |  |              |              |              |

### United States Heavyweight Championship Tournament
|  | Quarti di finale | Quarti di finale    | Quarti di finale    |                     |  | Semifinali | Semifinali | Semifinali |  |  | Finale (PPV) | Finale (PPV)   | Finale (PPV) |
|  |                  |                     |                     |                     |  |            |            |            |  |  |              |                |              |
|  | 1                | Eddie Guerrero      |                     |                     |  |            |            |            |  |  |              |                |              |
|  | 8                | Konnan              |                     |                     |  |            |            |            |  |  |              |                |              |
|  | 8                | Konnan              | Eddie Guerrero      |                     |  |            |            |            |  |  |              |                |              |
|  |                  |                     |                     |                     |  |            |            |            |  |  |              |                |              |
|  |                  |                     | Chris Benoit        |                     |  |            |            |            |  |  |              |                |              |
|  | 4                | Chris Benoit        |                     |                     |  |            |            |            |  |  |              |                |              |
|  | 4                | Chris Benoit        |                     |                     |  |            |            |            |  |  |              |                |              |
|  | 5                | Steven Regal        |                     |                     |  |            |            |            |  |  |              |                |              |
|  |                  |                     |                     |                     |  |            |            |            |  |  |              | Eddie Guerrero |              |
|  |                  |                     |                     | Diamond Dallas Page |  |            |            |            |  |  |              |                |              |
|  | 3                | Lex Luger           | DQ                  |                     |  |            |            |            |  |  |              |                |              |
|  | 6                | Arn Anderson        | DQ                  |                     |  |            |            |            |  |  |              |                |              |
|  | 6                | Arn Anderson        | DQ                  | BYE                 |  |            |            |            |  |  |              |                |              |
|  |                  |                     |                     |                     |  |            |            |            |  |  |              |                |              |
|  |                  |                     | Diamond Dallas Page |                     |  |            |            |            |  |  |              |                |              |
|  | 2                | Jeff Jarrett        |                     |                     |  |            |            |            |  |  |              |                |              |
|  | 2                | Jeff Jarrett        |                     |                     |  |            |            |            |  |  |              |                |              |
|  | 7                | Diamond Dallas Page |                     |                     |  |            |            |            |  |  |              |                |              |